# Alsónyíresd
Alsónyíresd (1899-ig Alsó-Breznicz, szlovákul Dolná Breznica) község Szlovákiában, a Trencséni kerületben, a Puhói járásban.

## Fekvése
Puhótól 8 km-re délnyugatra.

## Története
A települést 1388-ban „Breznycze” néven említik először. Neve a szláv breza (= nyírfa) főnévből származik. Kezdetben a Horváth család birtoka, majd a lednici váruradalom része. 1598-ban 27 portája volt, közülük 15 nemeseké. 1720-ban malom és 8 adóegység található a településen. 1784-ben 32 házában 34 családban 152 lakos élt.
A 18. század végén Vályi András így ír róla: „BREZNITZ. vagy Breznitza, Alsó Breznitz, Dolna Breznitza, felső Breznits, és Zapos, vagy Nemes Breznitza. Három egymáshoz közel lévő tót faluk Trentsén Vármegyében, birtokosa Nozdrovitzky Uraság, lakosai katolikusok, fekszenek hegyek között, Rovnye Lednitznek szomszédságokban, a’ Vág Beszterzei hegyekhez is közel. Határjaik középszerűek, réttyeik jók, legelőjök elég, eladásra meglehetős alkalmatosságok, második Osztálybéliek.”
1828-ban 33 háza és 358 lakosa volt. Lakói mezőgazdasággal és gyümölcstermesztéssel foglalkoztak. A 19. században szeszfőzde működött itt.
Fényes Elek 1851-ben kiadott geográfiai szótárában így ír a faluról: „Breznicz (Alsó-), tót falu, Trencsén vármegyében, 360 kath., 8 zsidó lak., sovány erdős határral. F. u. gr. Erdődy.”
A trianoni békéig Trencsén vármegye Puhói járásához tartozott.
Mezőgazdasági jellegét később is megőrizte. Lakói gazdálkodtak, de sokan napszámos munkákból éltek. Fűrésztelep is működött itt.

## Népessége
| Év:            | 1994. | 2004.   | 2014.    | 2024.    |
| -------------- | ----- | ------- | -------- | -------- |
| Emberek száma: | 793   | 813     | 911      | 1073     |
| Eltérés:       |       | +2,52 % | +12,05 % | +17,78 % |

| Év:            | 2023. | 2024.   |
| -------------- | ----- | ------- |
| Emberek száma: | 1081  | 1073    |
| Eltérés:       |       | -0,74 % |

1910-ben 471, túlnyomórészt szlovák anyanyelvű lakosa volt.
2001-ben 831 lakosából 829 szlovák volt.
2011-ben 857 lakosából 814 szlovák volt.

## Neves személyek
- Itt született 1865-ben Cserhelyi Sándor piarista tanár, igazgató, tartományi főnök.